# Bóveda de arista

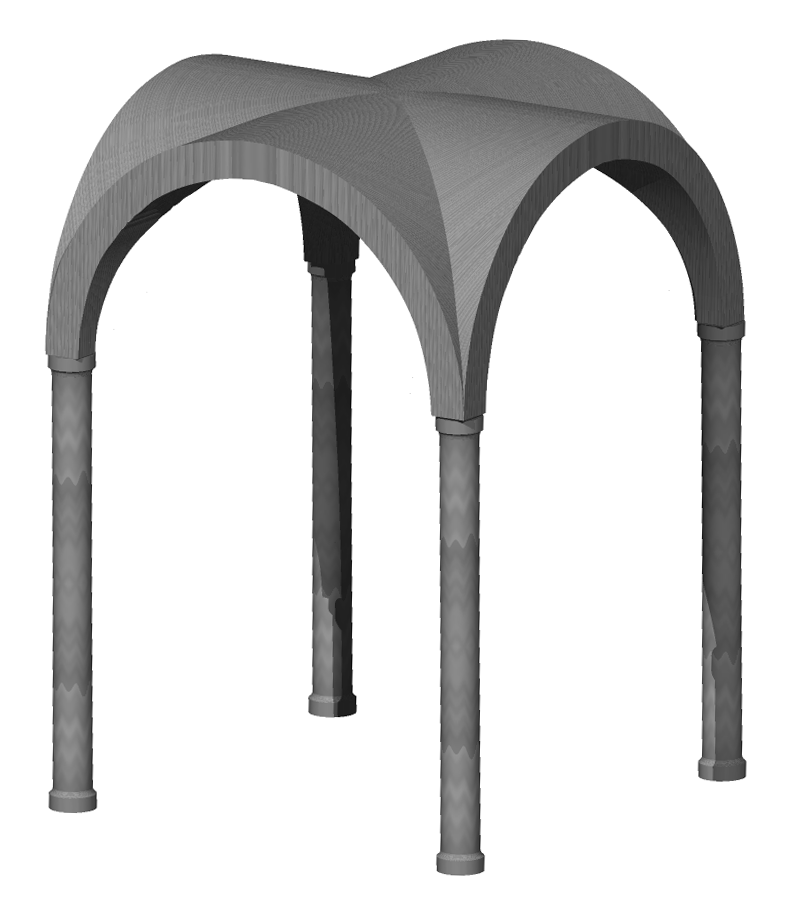
Bóveda de arista, sobre pilares.

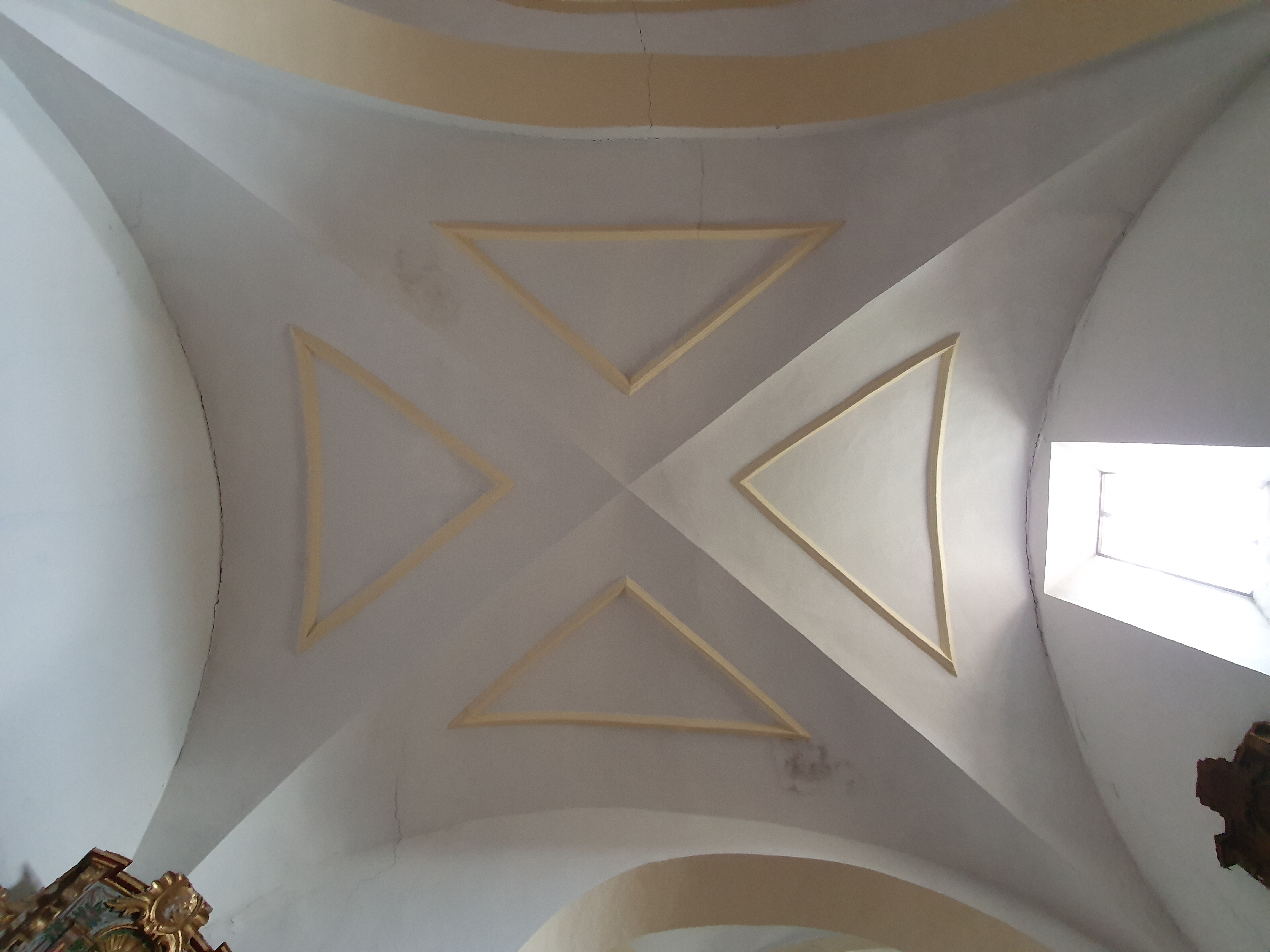
Bóveda de arista Barroca obra de Juan de la Cuesta alrededor de 1549 en la Iglesia de Nuestra Señora de la Asunción de Villamelendro de Valdavia.

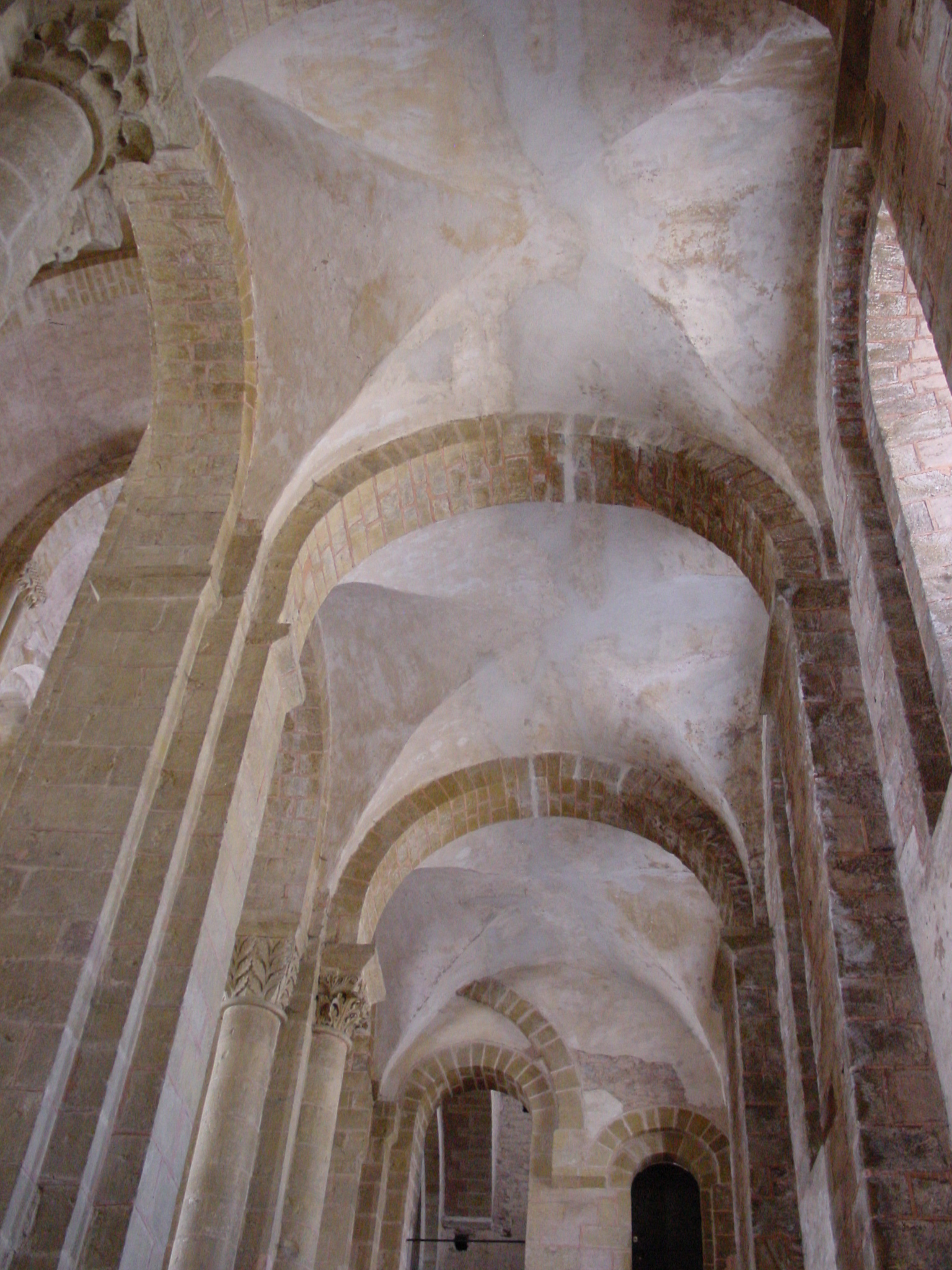
La multiplicación y sucesión de pequeñas bóvedas de arista es de gran importancia en la arquitectura medieval, como en la Iglesia abacial de Sainte-Foy de Conques.

La bóveda de arista es el elemento arquitectónico abovedado que se utiliza para cubrir espacios cuadrangulares; resulta de la intersección de dos bóvedas de cañón, que se cruzan perpendicularmente. Geométricamente, está generada por dos superficies semicilíndricas ortogonales cuyas líneas de intersección, o aristas, son arcos de elipse que se cruzan en el vértice superior. 
Su utilización no solo se extiende por su fácil construcción con cimbras, sino porque permite distribuir los empujes de las cubiertas hacia los muros exteriores con gran facilidad.

## Historia

### Antigua Roma

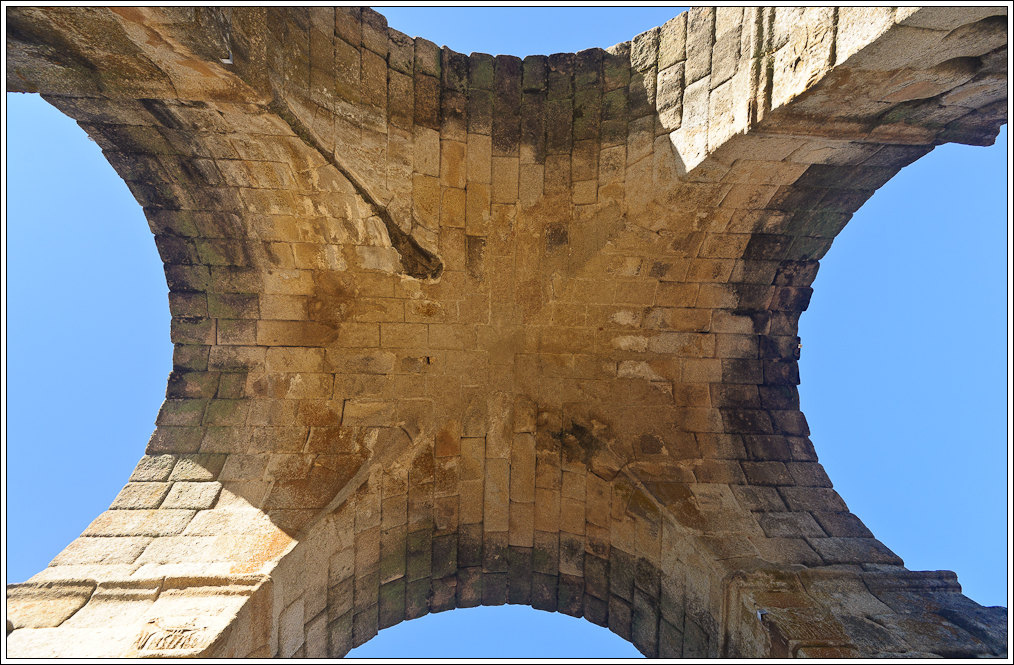
Arco de triunfo cuadrifronte de Cáparra en Extremadura (España), época flavia, finales del.

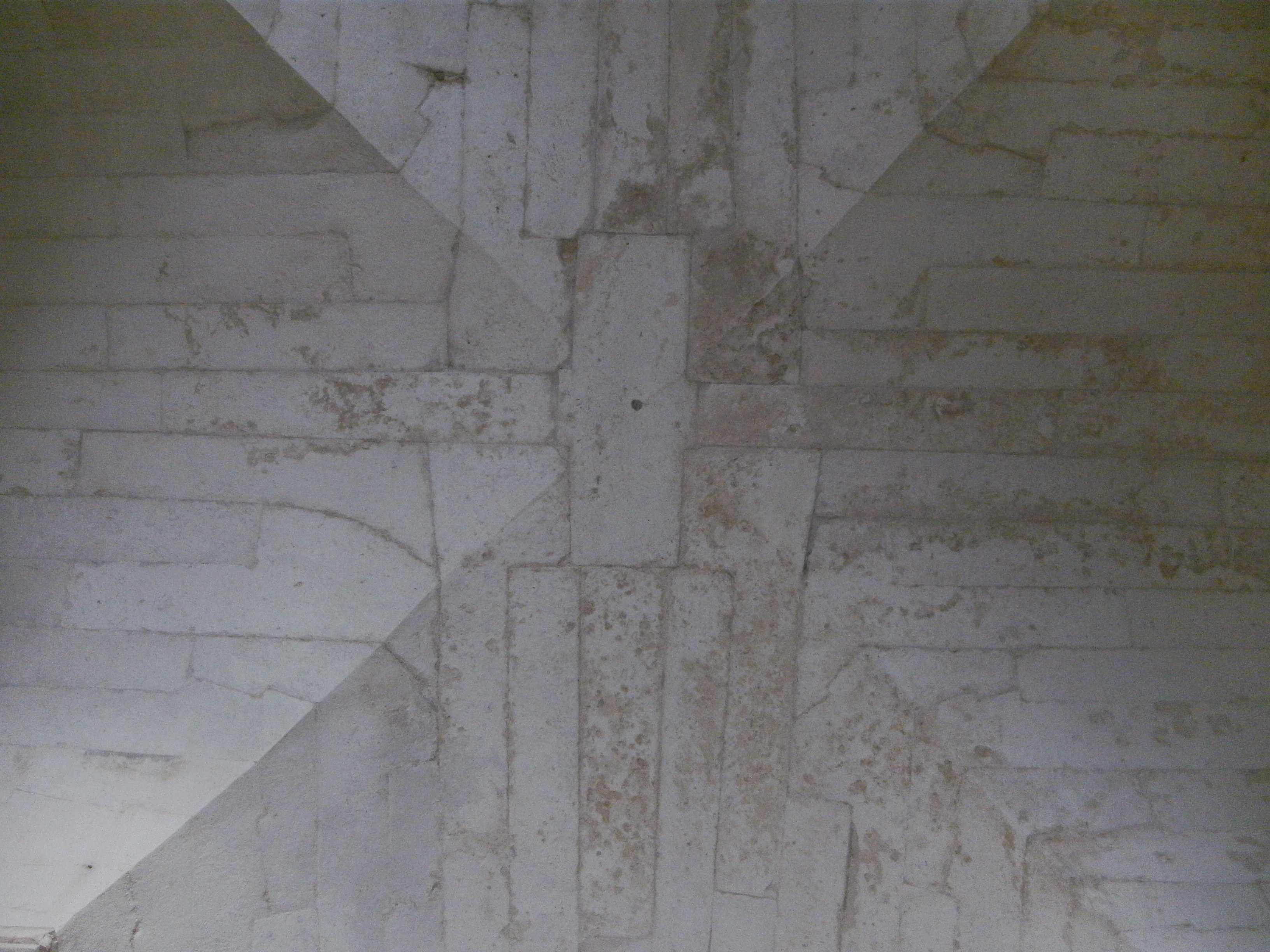
Mausoleo de Teodorico, en piedra labrada (detalle), Ravena, 530.

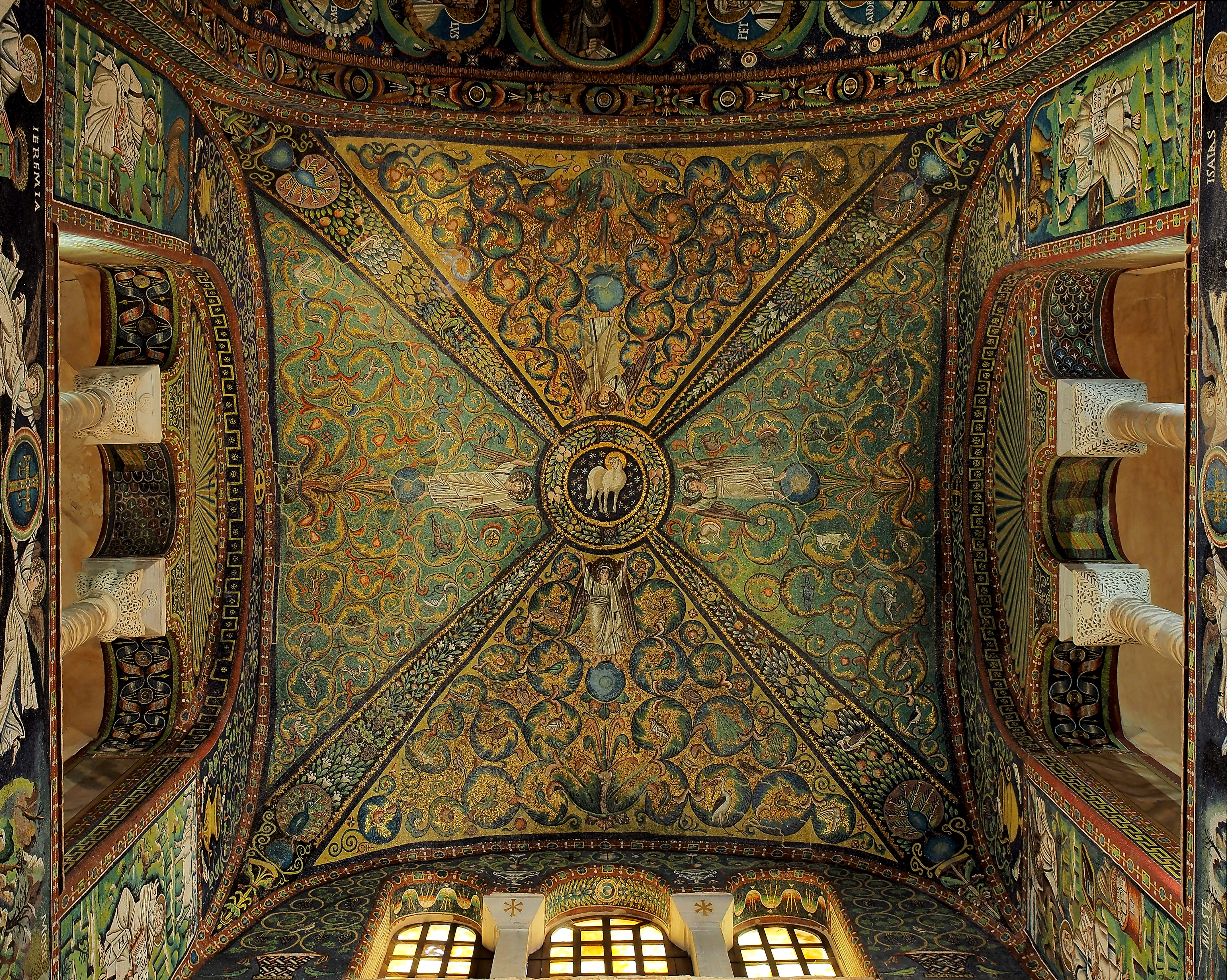
Bóveda de aristas bizantina de la Basílica de San Vital (Rávena) revestida con mosaicos,.

Los ingenieros y arquitectos romanos la extendieron por el Imperio utilizándola como alternativa a los sistemas adintelados y las cubiertas planas para espacios pequeños. En instalaciones importantes, los baños romanos fueron cubiertos a menudo con enormes bóvedas de aristas, como son los casos de las Termas de Diocleciano en Roma, construidas entre 298 y 305, las Termas de Caracalla, también en Roma, de principios del siglo III con estructura de arista de 32,9 metros de altura o las Termas de Cluny en París. Otros ejemplos situados en la propia Roma serían el mercado de Trajano o la Basílica de Majencio.
La bóveda de crucería de sillería plantea problemas de estereotomía, que los romanos solían evitar escalonando las cimbras de modo que la base de una quedara a un nivel más alto que la clave de la otra. De las pocas bóvedas de arista de época romana que se conservan, varias pertenecen a la escuela oriental. 
Existe un ejemplo de bóveda de crucería en piedra labrada en la galería de acceso del teatro sur de Gerasa (Jordania), siglo I. Gerasa, aunque formaba parte del Imperio romano, permaneció profundamente influenciado por las tradiciones griegas. Todos los edificios tienen la particularidad de estar construidos en aparejo mediano o grande, con junta apretada. El mortero que a veces se usaba como revestimiento nunca se usó allí como aglutinante para la mampostería y no se ha encontrado ningún testimonio en opus caementicium.
El arco triunfal de Cáparra en Extremadura (España), que data de finales del siglo I, es otro ejemplo romano destacado. El único monumento que se conserva en la península itálica que tiene una bóveda de crucería bien emparejada en piedra tallada es el mausoleo de Teodorico, el rey ostrogodo, construido en Rávena en 530. La forma en 'zigzag' de ensamblar las dovelas en la fachada, aunque se practica en el Imperio romano durante la época imperial, sólo parece practicarse en el siglo  en Oriente Próximo, lo que lleva a plantear la hipótesis de que el artífice del mausoleo podría proceder de Siria o Asia Menor.

### Edad Media
Mantenida durante la Alta Edad Media por su facilidad de construcción, se utilizan en algunos edificios prerrománicos como en la iglesia de Santa Comba de Bande o la capilla de San Miguel de Celanova, ambas en Galicia, España, y se convierte en uno de los sistemas de cubrición más extendidos del arte románico. El primer ejemplo de una bóveda de arista estructural se halla en la iglesia arquetípica del primer románico, el también llamado Románico Lombardo, la basílica de San Ambrosio en Milán del año 1088-1099. 
Salvo notables excepciones –Santa Magdalena de Vezelay, en el camino francés de peregrinación a Santiago– su desarrollo se circunscribe a las naves laterales, las cubiertas de la tribuna o las criptas. Las grandes iglesias de peregrinación a Santiago como la de Santa Fe de Conques, San Martín de Tours, San Sernin de Toulouse o la propia iglesia catedral de Santiago de Compostela son excelentes ejemplos de su desarrollo técnico. 

### Renacimiento y Barroco

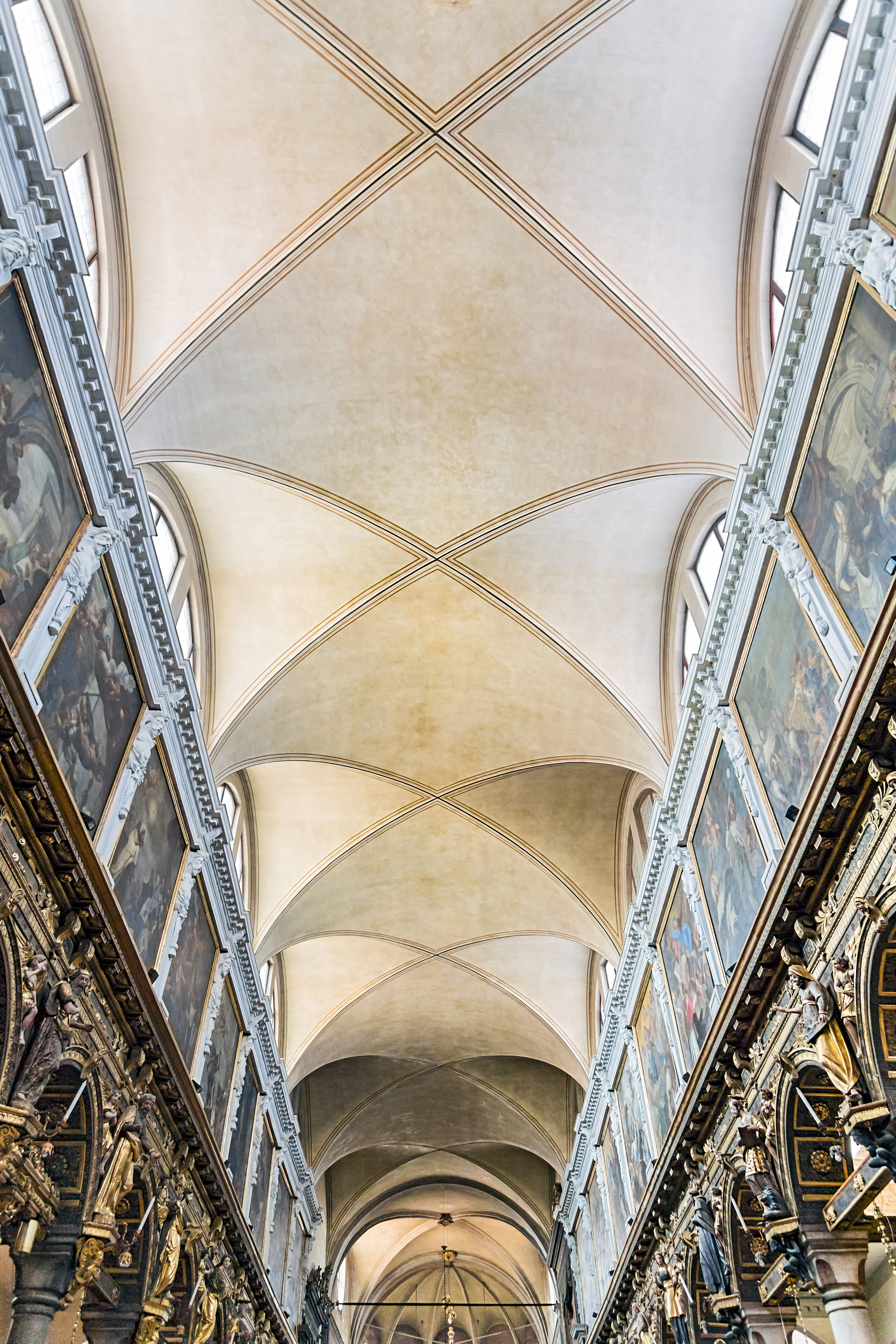
Bóvedas cruzadas renacentistas en la iglesia de Santa Maria dei Carmini en Venecia.

Abandonada por la bóveda de crucería en el gótico, se recupera con nueva fuerza y brío constructivo en el Renacimiento, sobre todo en el Quattrocento italiano donde Brunelleschi es firme defensor de sus posibilidades constructivas y decorativas. El Barroco la compatibiliza con otras cubriciones hasta que la modernidad y sus nuevas soluciones arquitectónicas la relegan al carácter de solución artesanal tradicional.

## Bóveda tabicada de arista
En Extremadura (principalmente en Badajoz y sur de Cáceres) y el Alentejo son frecuentes las bóvedas tabicadas de arista, formadas normalmente por una capa de ladrillos ligeros tomados de canto con yeso rápido, por lo que no necesitan cimbra, y dos arcos elípticos (realmente serían dos toroides) que se cruzan en el centro de la estancia cubierta formando aristas desde los rincones.